# 木蓼
木蓼（学名：Atraphaxis frutescens）为蓼科木蓼属下的一个种。

## 扩展阅读
維基物種上的相關：木蓼